# Sara Pinzón
Sara Pinzón Muriel (10 de junio de 2002) es una actriz colombiana, reconocida por su participación en las series de televisión La magia de Sofía, Lady, la vendedora de rosas, La esclava blanca, La ley secreta, Josefina en la cocina y Pablo Escobar, el patrón del mal.

## Carrera
Pinzón inició su carrera como actriz infantil a comienzos de la década de 2010, protagonizando a los siete años la serie de televisión La magia de Sofía. Acto seguido registró apariciones en otras series como Josefina en la cocina, Escobar, el patrón del mal y El día de la suerte. En 2015 interpretó el papel de Victoria Cuartas en la serie Anónima y un año después del de Victoria Quintero en la telenovela La esclava blanca. En 2017 incursionó en el cine en la película de Harold Trompetero Los Oriyinales, protagonizando uno de los segmentos de la cinta como una joven estudiante de clase alta que por problemas económicos de sus padres debe ingresar a un colegio público y adaptarse a este nuevo ambiente.
En 2018 interpretó el papel de Kimberly en la serie La ley secreta, en un elenco conformado además por Viña Machado, Luna Baxter, Juana del Río y Tommy Vásquez. Un año después participó en la serie de Teleantioquia Con olor a Azucena, interpretando el papel de Linda.
En 2022 participó en las grabaciones y el rodaje de la serie La primera vez, escrita por Dago García y dirigida por Mateo Stivelberg y María Gamboa, que finalmente se estrenó el 15 de febrero de 2023 por medio de la plataforma Netflix.

## Filmografía

### Televisión
| Año           | Título                      | Personaje                                                  | Canal                           |
| ------------- | --------------------------- | ---------------------------------------------------------- | ------------------------------- |
| 2025          | Delirio                     | Aminta                                                     | Netflix                         |
| 2024          | Devuélveme la vida          | Matilde Azcárate                                           | Caracol Televisión              |
| 2023-presente | La primera vez              | Luisa Salcedo Ramirez                                      | Netflix                         |
| 2022          | Las Villamizar              | Carolina Mariana de la Trinidad Villamizar Montero (Joven) | Caracol Televisión              |
| 2021          | Enfermeras                  | Camila Villaveces                                          | Canal RCN                       |
| 2021          | Clave del Sol               | Alma                                                       | Canal Trece                     |
| 2019          | Ana, yo soy Ana             | Ana                                                        | Canal Trece                     |
| 2019          | Jack Ryan                   | Esmeralda "Esme" Reyes                                     | Amazon Prime Vídeo              |
| 2019          | Era rara                    | Mariana                                                    | Señal Colombia                  |
| 2019          | Con olor a Azucena          | Linda                                                      | Teleantioquia                   |
| 2018          | La ley secreta              | Kimberly Álvarez                                           | Netflix                         |
| 2016          | Mujeres al límite           | Yésika Olivera                                             | Caracol Televisión              |
| 2016          | La esclava blanca           | Victoria Quintero (niña)                                   | Caracol Televisión              |
| 2015-2016     | Anónima                     | Victoria Cuartas (niña)                                    | Canal RCN                       |
| 2015          | Sala de urgencias           | Tina                                                       | Canal RCN                       |
| 2015          | Lady, la vendedora de rosas | Liliana Rojas, la niña                                     | Canal RCN                       |
| 2013-2014     | El día de la suerte         | Princesa Pérez Paternina                                   | Canal RCN                       |
| 2012          | Josefina en la cocina       | Josefina                                                   | RTVC Sistema de Medios Públicos |
| 2012          | Escobar, el patrón del mal  | Daniela Escobar Urrea                                      | Caracol Televisión              |
| 2011          | Los herederos Del Monte     | Julieta Millán del Monte (niña)                            | Telemundo                       |
| 2010          | La magia de Sofía           | Sofía                                                      | Caracol Televisión              |

### Cine
| Año  | Título         | Personaje               |
| ---- | -------------- | ----------------------- |
| 2018 | Verde (corto)  | Helena                  |
| 2017 | Los Oriyinales | Ana María Díaz Granados |